# Список глав манги Tsubasa: Reservoir Chronicle

Обложка 1 тома манги Tsubasa: Reservoir Chronicle

Написанная и проиллюстрированная группой CLAMP, манга Tsubasa: Reservoir Chronicle публиковалась в Японии в журнале Weekly Shonen Magazine в период с мая 2003 года по октябрь 2009 года. 233 главы, которые назывались «Chapitre» (яп. シャピトル Сяпитору), (французское произношение слова «Chapter» «Глава»), были объединены в 28 танкобонов, первый из которых вышел 12 августа 2003 года, а последний — 17 ноября 2009 года. Все тома были опубликованы в эксклюзивных изданиях, содержащих цветные страницы и новые иллюстрации.
Tsubasa вошла в число первых четырёх серий манги (среди которых также были Mobile Suit Gundam SEED, Negima! Magister Negi Magi и xxxHolic), которые в январе 2004 года были лицензированы компанией Del Rey Manga для публикации на английском языке. Del Rey выпустила первый том серии 27 апреля 2004 года, а последний — 23 ноября 2010 года. Tanoshimi, британское подразделение американской издательской компании Random House, публиковало первые 14 томов в Великобритании с 3 августа 2006 года по 5 июня 2008 года.

## Список глав
| №  | Заглавие | Дата публикации | ISBN                   |
| -- | --- | --------------- | ---------------------- |
| 01 | Путешествие юноши, ищущего «Крылья», начинается!!! „Цубаса“ о сагасу сё:нэн но таби га хадзимару!! (「翼」を探す少年の旅が始まる!!) | 12 августа 2003 | ISBN 978-4-06-363277-4 |
| 02 | В чьём же кодане «перо» памяти!? Киоку но «ханэ» ва дарэ но ко:дан ни!? (記憶の「羽根」は誰の巧断に！？)                            | 17 октября 2003 | ISBN 978-4-06-363306-1 |
| 03 | Следующий мир — «Страна Тайных Искусств»!!! Цугинару сэкай ва «Хидзюцу но Куни»!! (次なる世界は「秘術の国」!!)                      | 17 декабря 2003 | ISBN 978-4-06-363322-1 |
| 04 | К девушке начинает постепенно возвращаться память!!! Касука ни модори хадзимэру сё:дзё но киоку!! (微かに戻り始める少女の記憶!!)    | 17 февраля 2004 | ISBN 978-4-06-363338-2 |
| 05 | Окончательно выясненная истина «предания»!!! Цуй ни акасарэру «дэнсэцу» но синдзицу!! (ついに明かされる「伝説」の真実!!)            | 16 апреля 2004  | ISBN 978-4-06-363363-4 |
| 06 | Цель охоты — «Они»!!! Таосубэки моно ва «Они»!! (倒すべきものは「鬼児」!!)                                                          | 17 июня 2004    | ISBN 978-4-06-363393-1 |